# Cedric Mandembo Kebika
Cedric Mandembo Kebika (Kinsasa, Zaire, 4 de abril de 1994) es un deportista congoleño que compitió en judo. Ganó una medalla de bronce en el Campeonato Africano de Judo de 2009 en la categoría de +100 kg.

## Palmarés internacional
| Campeonato Africano | Campeonato Africano     | Campeonato Africano | Campeonato Africano |
| Año                 | Lugar                   | Medalla             | Categoría           |
| ------------------- | ----------------------- | ------------------- | ------------------- |
| 2009                | Puerto Louis (Mauricio) | Medalla de bronce   | +100 kg             |